# Кетрін Локк
Кетрін Локк (англ. Katherine Locke; 24 червня 1910 — 12 вересня 1995) — американська актриса театру і кіно 1930-1950-х років.
У 1930-і роки Локк досягла успіху на бродвейській сцені в таких спектаклях, як «Чудово проводячи час» (1937) та « Гамлет» (1938—1940). У 1940-і роки Локк почала зніматися в Голлівуді, де найкращими картинами за її участю стали «Сьомий хрест» (1944), «Зміїна яма» (1948), «Звук люті» (1950) та «Що скажуть люди» (1951).

## Ранні роки та початок кар'єри
Кетрін Локк народилася 24 червня 1910 року в селі Калинковичі Мінської губернії Російської імперії (нині — територія Білорусі), проте ще в дитинстві разом із сім'єю переїхала на Східне узбережжя США. Батьки направили її на навчання до Академії відомого музиканта Вальтера Дамроша в Нью-Йорку, розраховуючи, що вона стане концертною піаністкою. Однак Локк втекла до Південної Каліфорнії, де вступила до складу молодої енергійної акторської трупи The Potboilers у Лос-Анджелесі.

## Бродвейська кар'єра
До 1928 року Локк повернулася до Нью-Йорка, отримавши роль у виставі «Радість змій» у Театрі Provincetown у Гринвіч-Вілледж. З 1932 року Локк стала виступати на Бродвеї, зігравши епізодичні та невеликі ролі у спектаклях «Жар-птиця» (1932), «На півдорозі в пекло» (1934), «Злочин і кара» (1935) та «Якщо тіло» (1935).
Прорив для Локк настав у 1937 році, коли в парі з Джоном Гарфілдом вона зіграла головну роль у бродвейській комедії Артура Кобера «Чудово проводячи час» (1937—1938, 372 вистави). Як написав після прем'єри вистави один захоплений критик, «цього ранку я представляю вам молоду дівчину на ім'я Кетрін Локк — це зірка». Як відзначила Мірна Олівер в Лос-Анджелес Таймс, ця роль «зробила Локк зіркою бродвейського сезону 1937 року», і, за словами Variety, «улюбленицею Бродвею».
Наприкінці 1938 року на Бродвеї вийшов спектакль за трагедією Вільяма Шекспіра « Гамлет» з Морісом Евансом у головній ролі, в якому Локк постала в образі Офелії. За інформацією Variety, Локк «отримала чудові відгуки за виконання цієї ролі». Зокрема, відомий нью-йоркський театральний критик Джон Мейсон Браун «захопив її гру», назвавши Локк «найбільшою» актрисою в цій ролі. Вистава протрималася на сцені (з перервою) з жовтня 1938 до січня 1940 року, витримавши понад 130 вистав. Як зазначила Сандра Бреннан, у «наприкінці 1930-х років Локк була однією з найяскравіших зірок бродвейського театру».
У 1940 році Локк грала у спектаклі «П'ята колона» (1940), в основу якого була покладена п'єса Ернеста Хемінгуея про Громадянську війну в Іспанії. Її партнерами по спектаклю були визнані актори Франшо Тоун та Лі Дж. Кобб. І, нарешті, у 1941—1942 роках Локк грала у виставі «Сутичка в ночі» за п'єсою Кліффорда Одетса. Виставу поставив Лі Страсберг, а ролі виконували такі визнані актори, як Таллула Бенкхед, Лі Джей Кобб і Роберт Райан.

## Голлівудська кар'єра
Локк дебютувала в кіно ще в 1936 році, зігравши головну жіночу роль у кримінальній драмі Paramount Pictures «Спліч» (1936). Після успішної бродвейської кар'єри у 1937—1943 роках Локк знову приїхала спробувати щастя до Голлівуду. Її першою картиною після перерви стала біографічна драма 20th Century Fox « Вілсон» (1944) про Президента США Вудро Вілсона, де вона зіграла роль другого плану. У тому ж році вийшов драматичний трилер Metro-Goldwyn-Mayer « Сьомий хрест» (1944) про втечу з німецького концентраційного табору у 1936 році. Фільм поставив Фред Ціннеман, головну роль втікача зіграв Спенсер Трейсі, а Локк дісталася роль німецької фрау, яка розчаровується у своєму чоловікові після того, як той відмовляється допомогти втікачеві.
Локк повернулася до зйомок лише через чотири роки з невеликою роллю в драмі 20th Century Fox «Зміїна яма» (1948), що розповідає про пацієнтку психіатричної клініки (Олівія де Гавілленд), яка проходить важкий процес зцілення.
Ще через два роки Локк зіграла в соціальному фільмі нуар « Звук люті» (1950) про лінчування двох кіднепперів і вбивць у маленькому каліфорнійському містечку. Цього разу вона зіграла просту та наївну дівчину Хейзел, яка разом із подругою випадково знайомиться з двома викрадачами та вбивцями, розраховуючи весело провести з ними час. Пізніше один із викрадачів, пригнічений відчуттям провини, зізнається Хейзел у вбивстві, а коли вона з жахом починає кричати, він намагається задушити її. Однак Хейзел вдається вирватися з його рук та викликати поліцію. Картина здобула захоплені відгуки сучасних критиків. Зокрема, Майкл Кіні написав, що «фільм дає все — захоплюючу історію, чудову акторську гру, висококласну операторську роботу та громадські проблеми, які залишаться з вами надовго», не кажучи про «захоплюючу кульмінацію, яка змушує задуматися, одну з найкращих у своєму роді». Що ж стосується роботи Локк, то навіть Бослі Краузер, який критично оцінив картину, написав у «Нью-Йорк Таймс», що вона «отримує коротку можливість зіграти просту нещасну дівчину з маленького містечка, і робить це досить добре».
Наступною роботою Локк стала невелика роль у романтичній комедії 20th Century Fox «Що скажуть люди» (1951) з Кері Грантом у головній ролі. Ще через рік була нуарова боксерська драма Universal Pictures з Тоні Кертісом «Плоть і лють» (1952), де вона зіграла невелику роль матері головної героїні. І, нарешті, в 1958 році Локк востаннє з'явилася на екрані в мелодрамі за романом Франсуази Саган «Смутна посмішка» (1958), знову зігравши матір головної героїні.

## Особисте життя
Кетрін Локк була одружена двічі. У 1934 році вона вийшла заміж за Морріса А. Хелпріна, з яким розлучилася в 1942 році. У 1947 році вона вийшла заміж за кіно-, теле- та радіосценариста Нормана Корвіна. Якийсь час вона виступала в одному з радіошоу свого чоловіка. У шлюбі у пари народилося двоє дітей — син Ентоні та донька Діана. Пара жила в Шерман-Оукс у Каліфорнії. Шлюб закінчився зі смертю Локк в 1995 році.

## Смерть
Кетрін Локк померла 12 вересня 1995 року в своєму будинку в Лос-Анджелесі від пухлини мозку на 86-му життя.

## Фільмографія
| Рік  |   | Українська назва | Оригінальна назва          | Роль             |
| ---- | - | ---------------- | -------------------------- | ---------------- |
| 1936 | ф | Прямо з плеча    | Straight from the Shoulder | Гейл Пайн        |
| 1944 | ф | Сьомий хрест     | The Seventh Cross          | місіс Сауер      |
| 1944 | ф | Вілсон           | Wilson                     | Хелен Боунз      |
| 1948 | ф | Зміїна яма       | The Snake Pit              | Маргарет         |
| 1950 | ф | Звук люті        | The Sound of Fury          | Хейзел           |
| 1951 | ф | Що скажуть люди  | People Will Talk           | міс Джеймс       |
| 1952 | ф | Плоть і лють     | Flesh and Fury             | місіс Холліс     |
| 1952 | с | Несподіване      | The Unexpected             | жінка (1 епізод) |
| 1958 | ф | Смутна посмішка  | A Certain Smile            | мадам Валлон     |